# Procès des généraux

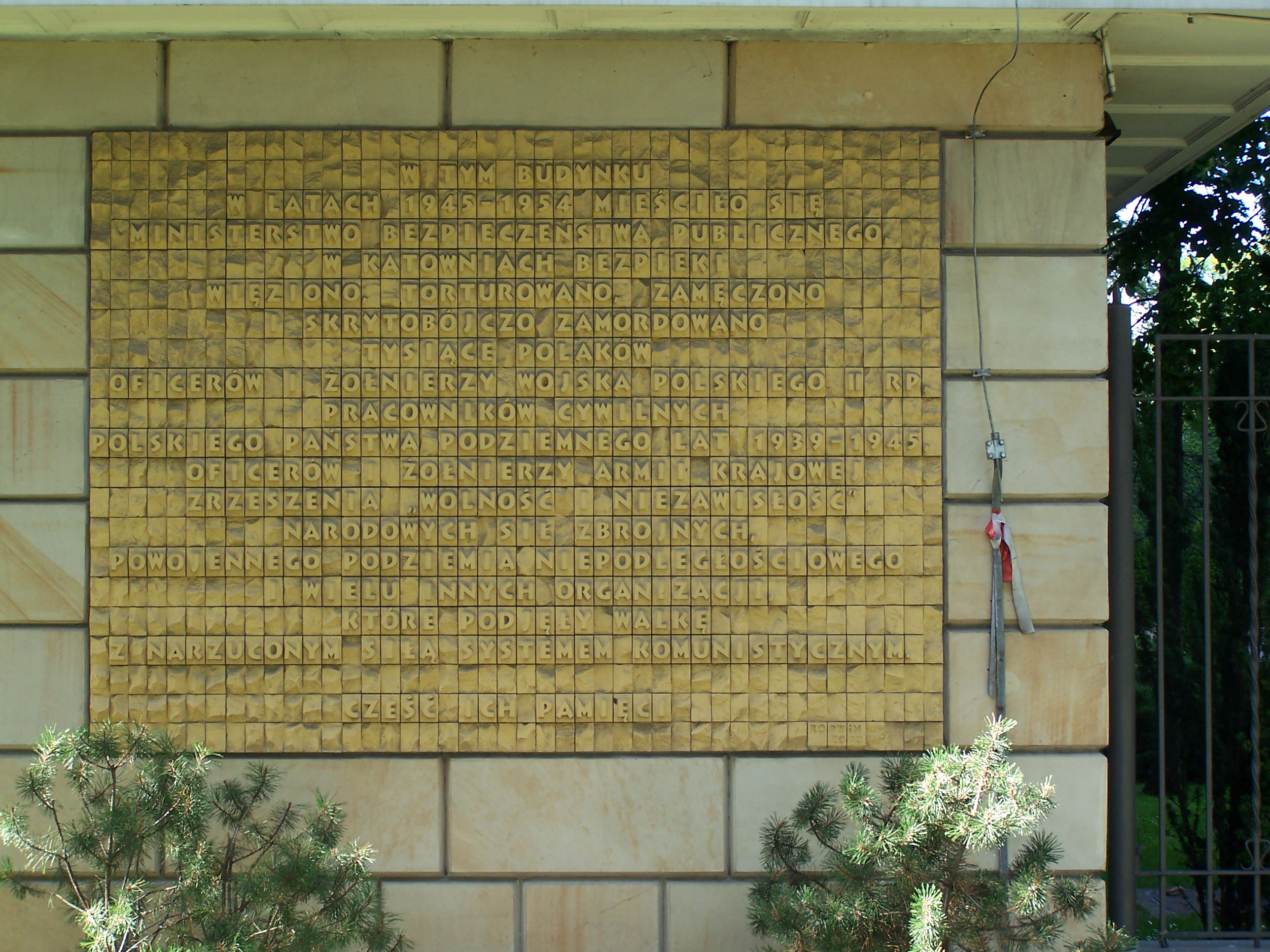
Plaque en la mémoire des victimes du communisme sur l'immeuble où était situé le ministère de la Sécurité intérieure polonais à Varsovie

Le procès des généraux (polonais : proces generałów) était une parodie de procès organisé par les autorités communistes de Pologne entre le 31 juillet et le 31 août 1951. Son but était de purifier la nouvelle armée polonaise pro-soviétique des officiers qui avaient servi dans les forces armées de la Pologne de l'Entre-deux-guerres ou dans la résistance anti-nazie durant la Seconde Guerre mondiale. Le procès fut utilisé par les autorités dans la conquête politique pour le pouvoir dans la nouvelle administration communiste, et contre le maréchal de Pologne Michał Rola-Żymierski et également contre les généraux Marian Spychalski et Wacław Komar (pl), dont la faction politique était tombée en disgrâce. Le procès fut mené par le colonel stalinien Stanisław Zarakowski (en).
Tous les officiers arrêtés furent faussement accusés de conspiration contre le Parti ouvrier unifié polonais et de collaboration avec les services secrets anglais et américains.
Le soi-disant procès TUN – un acronyme pour le nom de trois des plus importants participants : Tatar-Utnik-Nowicki, fut lancé en 1951 contre les gardiens du Fonds national de défense (FON) secrètement volé par les forces de sécurité de Jakub Berman en 1947,,.
Tous les accusés furent condamnés à l'emprisonnement à vie, dont Franciszek Herman (pl), Jerzy Kirchmayer (en), Stefan Mossor (en) et Stanisław Tatar. Les colonels Marian Jurecki (pl), Marian Utnik (pl) et Stanisław Nowicki (pl) furent condamnés à quinze ans de prison, pendant que le major Roman et le commandant Wacek étaient condamnés à douze ans. Durant le soi-disant « procès d'éclat », plus de quatre-vingt-six officiers de l'armée polonaise, de la marine et des forces aériennes furent arrêtés et jugés. La plupart d'entre eux furent torturés par la police secrète (Urząd Bezpieczeństwa) sous Roman Romkowski. Environ quarante officiers inculpés furent condamnés à mort. Seules les vingt premières exécutions furent appliquées (voir aussi : Exécutions de la prison Mokotów en 1951 (en)),.
En 1956, après la fin du stalinisme en Pologne, tous les emprisonnés furent relâchés, et réhabilités (en) peu après durant l'Octobre polonais, à l'exception du général Herman qui fut assassiné en prison en 1952. Ce ne fut pas avant 1990, que tous les accusés à tort furent pleinement réhabilités (à l'exception du général Mossor).

## Source
- (en) Cet article est partiellement ou en totalité issu de l’article de Wikipédia en anglais intitulé « Trial of the Generals » (voir la liste des auteurs).